# Villarta de San Juan

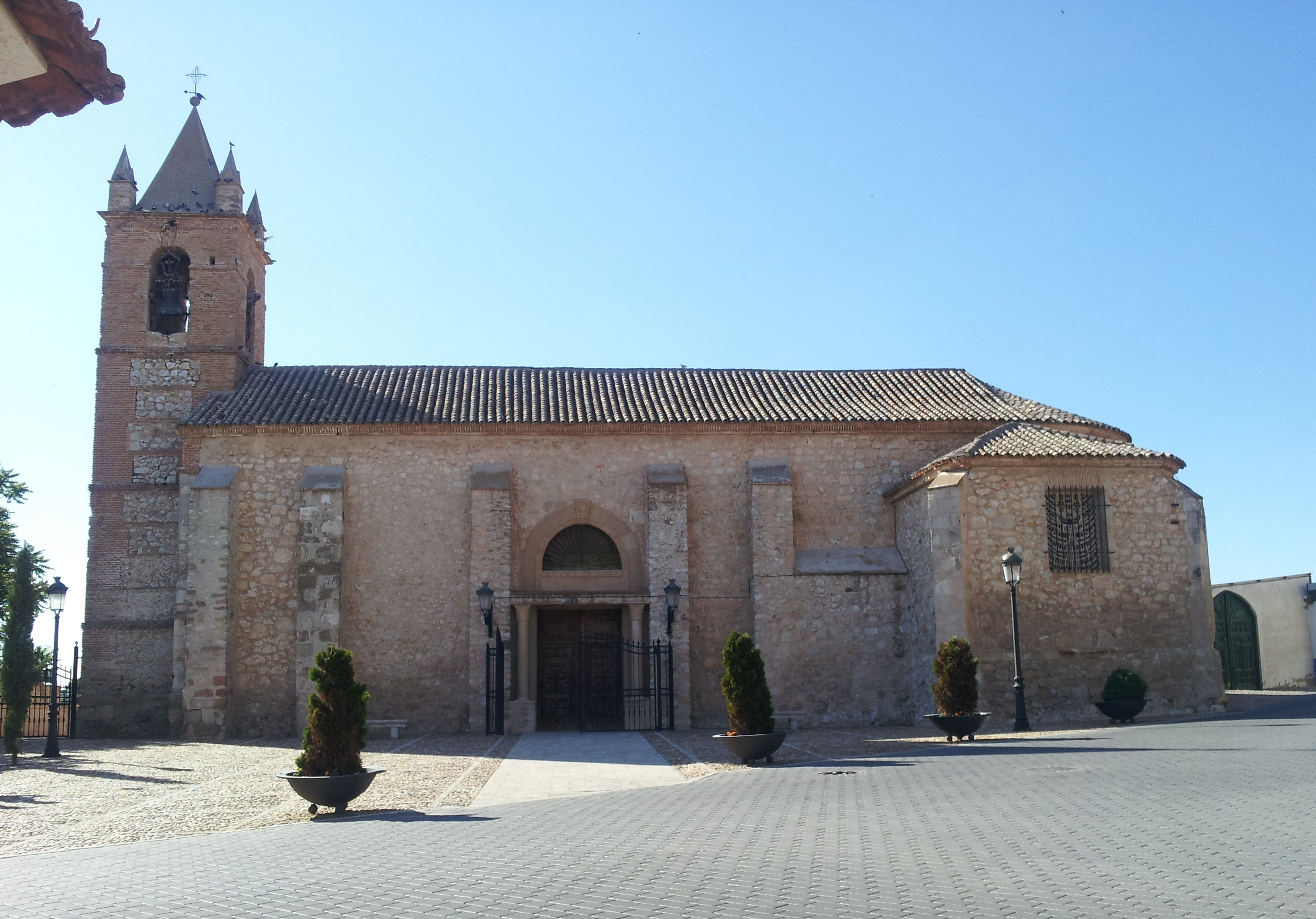

Villarta de San Juan é um município da Espanha na província de Ciudad Real, comunidade autónoma de Castilla-La Mancha, de área 66,17 km² com população de 3043 habitantes (2004) e densidade populacional de 45,99 hab/km².

## Demografia
| Variação demográfica do município entre 1991 e 2004 | Variação demográfica do município entre 1991 e 2004 | Variação demográfica do município entre 1991 e 2004 | Variação demográfica do município entre 1991 e 2004 |
| --------------------------------------------------- | --------------------------------------------------- | --------------------------------------------------- | --------------------------------------------------- |
| 1991                                                | 1996                                                | 2001                                                | 2004                                                |
| 2969                                                | 2997                                                | 2971                                                | 3043                                                |